# Eleocharis lanceolata
Eleocharis lanceolata är en halvgräsart som beskrevs av Merritt Lyndon Fernald. Eleocharis lanceolata ingår i släktet småsäv, och familjen halvgräs. Inga underarter finns listade i Catalogue of Life.